# فرودگاه افدریک
فرودگاه افدریک (به انگلیسی: Fderik Airport) یک فرودگاه همگانی با کد یاتا FGD است . این فرودگاه در کشور موریتانی قرار دارد .